# Zapolîcikî, Verhnodniprovsk
Zapolîcikî (în ucraineană Заполички) este un sat în comuna Hannivka din raionul Verhnodniprovsk, regiunea Dnipropetrovsk, Ucraina.

## Demografie
Componența lingvistică a localității Zapolîcikî
     Ucraineană (96,44%)
     Rusă (2,59%)
     Alte limbi (0,97%)
Conform recensământului din 2001, majoritatea populației localității Zapolîcikî era vorbitoare de ucraineană (96,44%), existând în minoritate și vorbitori de rusă (2,59%).